# José Ariel Núñez
José Ariel Núñez Portelli (Luque, Departamento Central, Paraguay; 12 de septiembre de 1988) es un futbolista paraguayo. Juega como delantero y su primer equipo fue Libertad. Actualmente se encuentra en Atlético Tembetary de la División de Honor.

## Trayectoria
Surgió de la cantera de Libertad, donde hizo su debut como profesional en 2006. En su país vistió también las camisetas de Presidente Hayes, Tacuary, Olimpia, Nacional, 12 de Octubre, Guaraní, Guaireña y Nacional.
En el extranjero jugó en Osasuna de España, Brøndby de Dinamarca, Unión de Santa Fe de Argentina y Wilstermann de Bolivia.

## Selección nacional
Fue convocado por primera vez a su selección en 2009, en ocasión de un partido amistoso ante Chile. En dicho encuentro, que se jugó el 4 de noviembre y que terminó en derrota por 2-1, el delantero fue titular.
Su debut por Eliminatorias se produjo el 12 de octubre de 2012. En dicho partido, correspondiente a la fecha 9 de la clasificación rumbo a Brasil 2014, Núñez fue titular en la derrota 2-0 como visitante de Paraguay ante Colombia.
En total, acumula dos goles con la camiseta albirroja: uno en un amistoso que Paraguay empató 3-3 con Alemania; y otro en la derrota 5-2 ante Argentina por Eliminatorias.

## Estadísticas
- Actualizado al 4 de mayo de 2025

### Clubes
| Club                        | Div.                | Temporada           | Liga | Liga | Copa Nacional | Copa Nacional | Copa Internacional | Copa Internacional | Total | Total |
| Club                        | Div.                | Temporada           | PJ   | G    | PJ            | G             | PJ                 | G                  | PJ    | G     |
| --------------------------- | ------------------- | ------------------- | ---- | ---- | ------------- | ------------- | ------------------ | ------------------ | ----- | ----- |
| Libertad Paraguay           |                     |                     |      |      |               |               |                    |                    |       |       |
| 1.ª                         | 2006                | ?                   | ?    | -    | -             | -             | -                  | ?                  | ?     |       |
| 1.ª                         | 2007                | ?                   | ?    | -    | -             | 1             | 0                  | ?                  | ?     |       |
| 1.ª                         | 2010                | 14                  | 2    | -    | -             | 2             | 0                  | 16                 | 2     |       |
| 1.ª                         | 2011                | 33                  | 10   | -    | -             | 12            | 2                  | 45                 | 12    |       |
| 1.ª                         | 2012                | 37                  | 18   | -    | -             | 10            | 4                  | 47                 | 22    |       |
| 1.ª                         | 2013                | 18                  | 3    | -    | -             | 5             | 2                  | 23                 | 5     |       |
| Total                       | Total               | 121                 | 35   | -    | -             | 30            | 8                  | 151                | 43    |       |
| Presidente Hayes Paraguay   |                     |                     |      |      |               |               |                    |                    |       |       |
| 2.ª                         | 2008                | ?                   | ?    | -    | -             | -             | -                  | ?                  | ?     |       |
| Total                       | Total               | ?                   | ?    | -    | -             | -             | -                  | ?                  | ?     |       |
| Tacuary Paraguay            |                     |                     |      |      |               |               |                    |                    |       |       |
| 1.ª                         | 2008                | ?                   | 5    | -    | -             | -             | -                  | ?                  | 5     |       |
| 1.ª                         | 2009                | ?                   | 8    | -    | -             | -             | -                  | ?                  | 8     |       |
| Total                       | Total               | 67                  | 13   | -    | -             | -             | -                  | 67                 | 13    |       |
| Osasuna · España            |                     |                     |      |      |               |               |                    |                    |       |       |
| 1.ª                         | 2013/14             | 6                   | 0    | 0    | 0             | -             | -                  | 6                  | 0     |       |
| Total                       | Total               | 6                   | 0    | 0    | 0             | -             | -                  | 6                  | 0     |       |
| Brøndby Dinamarca           |                     |                     |      |      |               |               |                    |                    |       |       |
| 1.ª                         | 2013/14             | 12                  | 6    | 0    | 0             | -             | -                  | 12                 | 6     |       |
| 1.ª                         | 2014/15             | 15                  | 3    | 2    | 0             | 1             | 0                  | 18                 | 3     |       |
| 1.ª                         | 2016/17             | 0                   | 0    | 0    | 0             | -             | -                  | 0                  | 0     |       |
| Total                       | Total               | 27                  | 9    | 2    | 0             | 1             | 0                  | 30                 | 9     |       |
| Olimpia Paraguay            |                     |                     |      |      |               |               |                    |                    |       |       |
| 1.ª                         | 2015                | 18                  | 1    | -    | -             | 6             | 5                  | 24                 | 6     |       |
| 1.ª                         | 2016                | 15                  | 6    | -    | -             | 4             | 1                  | 19                 | 7     |       |
| Total                       | Total               | 33                  | 7    | -    | -             | 10            | 6                  | 43                 | 13    |       |
| Nacional Paraguay           |                     |                     |      |      |               |               |                    |                    |       |       |
| 1.ª                         | 2017                | 28                  | 2    | -    | -             | 6             | 0                  | 34                 | 2     |       |
| 1.ª                         | 2023                | 14                  | 0    | 5    | 1             | -             | -                  | 19                 | 1     |       |
| Total                       | Total               | 42                  | 2    | 5    | 1             | 6             | 0                  | 53                 | 3     |       |
| Unión Argentina             |                     |                     |      |      |               |               |                    |                    |       |       |
| 1.ª                         | 2017/18             | 3                   | 0    | 0    | 0             | -             | -                  | 3                  | 0     |       |
| Total                       | Total               | 3                   | 0    | 0    | 0             | -             | -                  | 3                  | 0     |       |
| Wilstermann · Bolivia       |                     |                     |      |      |               |               |                    |                    |       |       |
| 1.ª                         | 2019                | 17                  | 4    | -    | -             | 5             | 0                  | 22                 | 4     |       |
| Total                       | Total               | 17                  | 4    | -    | -             | 5             | 0                  | 22                 | 4     |       |
| 12 de Octubre Paraguay      |                     |                     |      |      |               |               |                    |                    |       |       |
| 1.ª                         | 20                  | 30                  | 6    | -    | -             | -             | -                  | 30                 | 6     |       |
| 1.ª                         | 2021                | 33                  | 9    | 1    | 0             | 8             | 2                  | 42                 | 11    |       |
| Total                       | Total               | 63                  | 15   | 1    | 0             | 8             | 2                  | 72                 | 17    |       |
| Guaraní Paraguay            |                     |                     |      |      |               |               |                    |                    |       |       |
| 1.ª                         | 2022                | 5                   | 0    | -    | -             | 1             | 0                  | 6                  | 0     |       |
| Total                       | Total               | 5                   | 0    | -    | -             | 1             | 0                  | 6                  | 0     |       |
| Guaireña Paraguay           |                     |                     |      |      |               |               |                    |                    |       |       |
| 1.ª                         | 2022                | 15                  | 1    | 0    | 0             | -             | -                  | 15                 | 1     |       |
| 1.ª                         | 2023                | 21                  | 3    | 0    | 0             | -             | -                  | 21                 | 3     |       |
| Total                       | Total               | 36                  | 4    | 0    | 0             | -             | -                  | 36                 | 4     |       |
| Atlético Tembetary Paraguay |                     |                     |      |      |               |               |                    |                    |       |       |
| 2.ª                         | 2024                | 24                  | 3    | -    | -             | -             | -                  | 24                 | 3     |       |
| 1.ª                         | 2025                | 5                   | 0    | -    | -             | -             | -                  | 5                  | 0     |       |
| Total                       | Total               | 29                  | 3    | -    | -             | -             | -                  | 29                 | 3     |       |
| Total en su carrera         | Total en su carrera | Total en su carrera | 449  | 92   | 8             | 1             | 61                 | 16                 | 518   | 109   |

### Selección
| Selección                  | Año                 | Amistosos | Amistosos | Sudamérica(1) | Sudamérica(1) | Mundial | Mundial | Total | Total |
| Selección                  | Año                 | PJ        | G         | PJ            | G             | PJ      | G       | PJ    | G     |
| -------------------------- | ------------------- | --------- | --------- | ------------- | ------------- | ------- | ------- | ----- | ----- |
| Absoluta Paraguay          |                     |           |           |               |               |         |         |       |       |
| 2009                       | 1                   | 0         | -         | -             | -             | -       | 1       | 0     |       |
| 2011                       | 1                   | 0         | -         | -             | -             | -       | 1       | 0     |       |
| 2012                       | 2                   | 0         | 2         | 0             | -             | -       | 4       | 0     |       |
| 2013                       | 2                   | 1         | 2         | 1             | -             | -       | 4       | 2     |       |
| 2014                       | 1                   | 0         | -         | -             | -             | -       | 1       | 0     |       |
| Total                      | 7                   | 1         | 4         | 1             | -             | -       | 11      | 2     |       |
| Total en su carrera        | Total en su carrera | 7         | 1         | 4             | 1             | -       | -       | 11    | 2     |
| (1) Incluye Eliminatorias. |                     |           |           |               |               |         |         |       |       |

## Palmarés

### Campeonatos nacionales
| Título               | Club     | País     | Año  |
| -------------------- | -------- | -------- | ---- |
| Campeonato Paraguayo | Libertad | Paraguay | 2006 |
| Campeonato Paraguayo | Libertad | Paraguay | 2007 |
| Torneo Clausura      | Libertad | Paraguay | 2010 |
| Torneo Clausura      | Libertad | Paraguay | 2012 |
| Torneo Clausura      | Olimpia  | Paraguay | 2015 |

### Otros logros
| Título                         | Club               | País     | Año  |
| ------------------------------ | ------------------ | -------- | ---- |
| Ascenso a la División de Honor | Atlético Tembetary | Paraguay | 2024 |

### Distinciones individuales
| Distinción                                 | Año  |
| ------------------------------------------ | ---- |
| Goleador del Torneo Clausura (13 goles)    | 2012 |
| Goleador de la Copa Sudamericana (5 goles) | 2015 |